# Dagmar Bahlo
Dagmar Bahlo (* 1965 in Georgsmarienhütte) ist eine deutsche Kommunalpolitikerin (SPD). Seit 1. Juni 2019 ist sie Bürgermeisterin der Stadt Georgsmarienhütte (Niedersachsen).

## Ausbildung und beruflicher Werdegang
1984 machte Bahlo das Abitur. Es folgte ein Studium der Rechtswissenschaften mit anschließendem Referendariat in Osnabrück und Bonn. Das 1. und 2. Juristische Staatsexamen hat sie erfolgreich abgeschlossen. Seitdem arbeitet sie als Rechtsanwältin, zunächst im Angestelltenverhältnis und danach bis heute selbstständig.

## Politische Karriere
Seit 2011 ist Bahlo für die SPD im Rat der Stadt Georgsmarienhütte, seitdem auch stellvertretende Bürgermeisterin und Mitglied des Verwaltungsausschusses.
Bei der Kommunalwahl 2019 in Niedersachsen setzte sich Bahlo in der Stichwahl mit 60,89 % gegen ihren Mitbewerber Christoph Ruthemeyer (CDU) durch.
Ab dem 1. Juni 2019 ist sie damit Bürgermeisterin der Stadt Georgsmarienhütte.
Politische Themenschwerpunkte für Dagmar Bahlo sind:
- bezahlbarer Wohnraum
- Gleichbehandlung aller Stadtteile in Georgsmarienhütte
- ein funktionierendes Radwegenetz
- neue Bauprojekte ohne kostspielige Wettbewerbe
- Unterstützung von Freizeitinitiativen, von Sportvereinen und Bildungsangeboten von und für Jugendliche
- Teilhabe von älteren Menschen am gesellschaftlichen Leben
- Verbesserung des öffentlichen Personennahverkehrs
- Umsetzung eines Hochwasserschutzkonzeptes
- Transparenz und Bürgerfreundlichkeit

## Privates
Bahlo ist verheiratet und hat eine Tochter.